# سیلا ترک‌اوغلو
سیلا ترک‌اوغلو (به ترکی استانبولی: Sıla Türkoğlu؛ زادهٔ ۱۸ آوریل ۱۹۹۹، در ازمیر) بازیگر اهل ترکیه است. او دارای دو خواهر و سه برادر بوده و کوچکترین عضو خانواده خود است.

## حرفه
سیلا بازیگری را با بازی در سریال تلویزیونی گریه نکن مادر (Ağlama Anne) در سال ۲۰۱۸ آغاز کرد. او در سال ۲۰۱۹ در سریال سوگند نقش سونا و در سریال امانت در نقش سحر بازی کرد که پخش آن از ۱۶ شهریور ۱۳۹۹ از شبکه 7 آغاز شد.  او سریال امانت را با قسمت ۴۱۶ که در ۴ ژوئیه ۲۰۲۲ پخش شد ترک کرد.

## فیلم‌شناسی
| تلویزیون   | تلویزیون          | تلویزیون     | تلویزیون     |
| سال        | تولید             | نقش          | یادداشت      |
| ---------- | ----------------- | ------------ | ------------ |
| 2018       | گریه نکن مادر     | آلِو          | بازیگر مهمان |
| 2019-2020  | سوگند - دشنام     | سونا تارحون  | بازیگر مکمل  |
| 2020-2022  | امانت             | سحر کیریملی  | نقش اصلی     |
| 2022-اکنون | شربت زغال اخته    | دوغا کورکماز | نقش اصلی     |
| اینترنت    |                   |              |              |
| سال        | تولید             | نقش          | یادداشت      |
| 2022       | ما فقط دوست هستیم |              | بازیگر مهمان |